# Pablo Mouche
Pablo Nicolás Mouche (San Martín, 11 ottobre 1987) è un calciatore argentino, attaccante svincolato.

## Carriera

### Club
"El topo" Mouche inizia la sua carriera nell'Estudiantes (BA) in Primera B Metropolitana e nel 2006 passa all'Arsenal Sarandí.
Nell'estate del 2007 viene ceduto al Boca Juniors e segna il suo primo gol con la nuova maglia il 29 ottobre 2008 contro il Banfield. Con questa squadra vincerà due volte il Torneo Apertura, nel 2008 e nel 2011, quest'ultimo chiuso senza sconfitte. Mouche arriverà con il Boca anche in finale della Coppa Libertadores, persa contro il Corinthians con il risultato complessivo di 3-1.
Nell'estate 2012 passa per 3 milioni di euro al Kayserispor, con cui segna il suo primo gol il 22 settembre 2012 contro l'Eskişehirspor.

### Nazionale
Venne convocato dall'Argentina under 20 per prendere parte al campionato sudamericano del 2007 in Paraguay, segnando una tripletta nel 6-0 contro il Venezuela. La squadra arrivò seconda, qualificandosi così per il campionato mondiale del 2007 e per il torneo di calcio dei Giochi Olimpici.
Pablo, inoltre, ha vestito per cinque volte la maglia della nazionale maggiore, segnando due volte nella vittoria per 4-2 della selección contro il Venezuela il 16 marzo 2011.

## Palmarès

### Club

#### Competizioni nazionali
- Campionato argentino: 2

Boca Juniors: Apertura 2008, Apertura 2011
- Coppa del Brasile: 1

Palmeiras: 2015